# ボストン大火

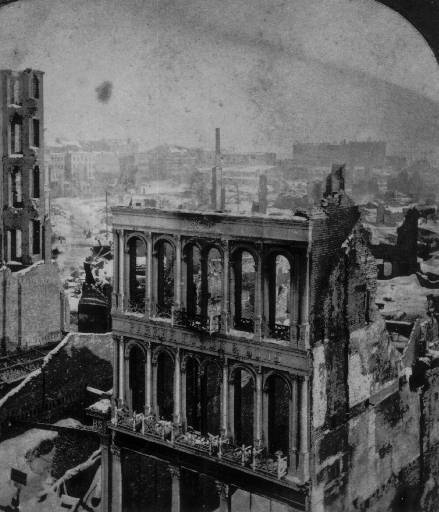
火災後の焼け跡。

1872年のボストン大火（英語: Great Boston Fire of 1872）は、ボストンの歴史上最大の火災であり、アメリカ合衆国の歴史においても最大級の物的被害をもたらした火災。
1872年11月9日午後7時20分に、マサチューセッツ州ボストンのサマー・ストリート83-87番地(83-87 Summer Street)のにあった商品倉庫地下から出火した火事は、12時間後に鎮火されるまでにボストンの中心市街地65エーカー（26ヘクタール）に延焼し、金融街の大部分を含む776棟の建物が焼失、7350万ドルの損失を与えた。
少なくとも20名が、この火災で亡くなった。

## 被害を大きくした要因
数多くの要因が、ボストン大火の被害を大きくした。
- 当時ボストンでは、建築に対する規制が行なわれていなかった。問題をはらんだ建築が進められても、その規制にあたる公的権力は存在していなかった。
- 当時の建物には、建物の価値の全額、ないし、それ以上の金額の保険がかけられていた。過剰な保険がかけられていたために、建物の持ち主は防火に優れた建物を建てようとはしていなかった。保険金目当ての放火も横行していた。
- 多くの建物が、燃えやすい木製のフランス風マンサード屋根をもっていた。火は、屋根から屋根へ急速に燃え広がり、狭い街路では通りを挟んだ向かい側にも飛び火した。火の粉や焼けた破片が飛び散り、さらに多くの屋根に火を広げた。
- 消防機関に通報する火災報知設備には、いたずらを防ごうと鍵がかけられていたため、ボストン消防局(Boston Fire Department)の出動は20分遅れた。
- 商業者たちは、屋根裏に置いた在庫には課税がなされなかったため、木製の屋根裏に、可燃性の高い、羊毛や繊維製品、紙類などの在庫が置かれがちになっていた。
- 中心市街地では、水道管が老朽化しており、送水圧も低かった。
- 消火栓の接続部の口径は規格化されていなかった。
- 商業地区では、消火栓や防火水槽の数が少なかった。
- この年に北アメリカで流行した家畜の流行病、馬インフルエンザによって、ボストン消防局では馬が動員できない状態にあった。このため、馬車で運ばれるはずの消防装置を、ボランティアが歩いて持ち運ばなければならなかった。この点はしばしば、火災拡大の主因として指摘されるところであるが、大火後の検証によれば、消防隊の対応の遅れは、数分程度に留まるものであったとされている。
- 火事場泥棒や野次馬が、消火活動を妨げた。
- 蒸気機関の消防ポンプでは、中心市街地の高い建物の木製屋根に届く放水はできなかった。
- 街灯のガス灯や建物の照明用のガス供給は、直ちに止まらなかった。ガス管は各所で爆発し、炎を上げた。

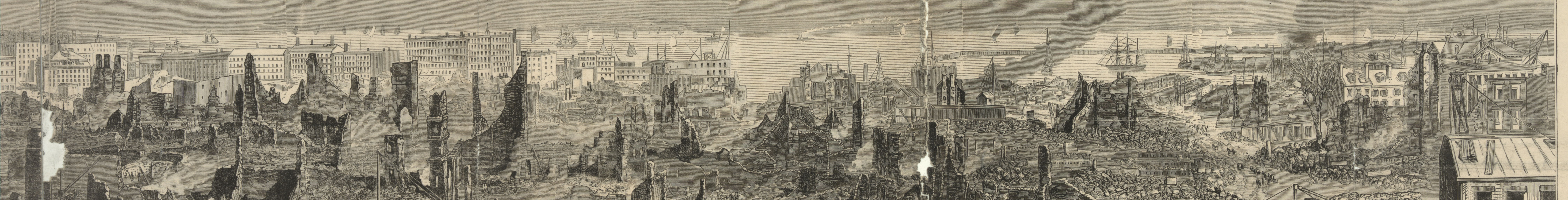
大火後の焼け跡を描いた、当時の新聞付録のパノラマ画。

## 大火の際の出来事
ボストン大火の際の主な出来事：
- 作家オリバー・ウェンデル・ホームズは、ビーコンヒルの自宅から火災の様子を注視していた。
- 発明家アレクサンダー・グラハム・ベルは、自らの目撃証言を『ボストン・グローブ』紙に書き送った。しかし、ベルの散文に感銘を受けなかった同紙は、この書簡を紙上に掲載しなかった。
- 1871年10月のシカゴ大火から、わずか1年しか経っていなかった。
- 市民や、建物所有者の懸念にもかかわらず、火の進行方向にあった建物は、延焼を防ぐ意図から、火薬を用いて破壊された。しかし、一連の爆破作業は、効果よりも損害の方が大きかった、とする議論が大勢を占めることになった。
- 大火によってボストン上空が明るくなっていたことが、メイン州沖にいた船の航海日誌に記録された。
- バーモント州を除くニューイングランド各州の消防局は、列車に消防ポンプと消防隊員、さらに多数の見物人たちを乗せてボストンに到着した。
- 来援した消防ポンプの中には、ニューハンプシャー州マンチェスターから来た、2台のアモスケグ蒸気消防ポンプ(Amoskeag Steamer)があった。うち1台は、最初に製造された製造番号1番のアモスケグであり、マンチェスター消防局が所有していた。もう1台は、最初の自動式アモスケグで、製造会社が送ってきたものであった。その働きぶりに感銘を受けたボストン市当局は、大火後、この自動式ポンプを購入した。この自動式蒸気消防ポンプは、米国で初めて実用に供されたものとなった[2]。
- 延焼中の地域では、火事場泥棒を追い立て続けなければならなかった。
- ワシントン・ストリートでは、ボストン茶会事件の舞台となったオールド・サウス・ミーティング・ハウスが、濡らした毛布で消火に当たった市民たちの消防活動と、ニューハンプシャー州ポーツマスから来援したアモスケグ蒸気消防ポンプ「キアサージ」(Kearsarge Steam Fire Engine)[3]の働きによって被災を免れた。
- 当時、この大火で建物を焼失した事業所の中には、以下の例のように、今日でもボストンで広く知られている事業所が含まれていた。
  - 『ボストン・グローブ』紙 - 新聞社
  - 『ボストン・ヘラルド』紙(The Boston Herald) - 新聞社
  - シュリーブ・クランプ・アンド・ロウ(Shreve, Crump & Low) - 宝飾店
  - カーターズ・インク・カンパニー(Carter's Ink Company) - インク製造
- 当時、ハーバード大学の学生だったハーヴェイ・W・ワイリー(Harvey W. Wiley)（後年「連邦食品・医薬品法の父」と称されたアメリカ食品医薬品局初のコミッショナー）は消火活動に参加し、後にその時の経験について自伝で言及している。

## 大火後

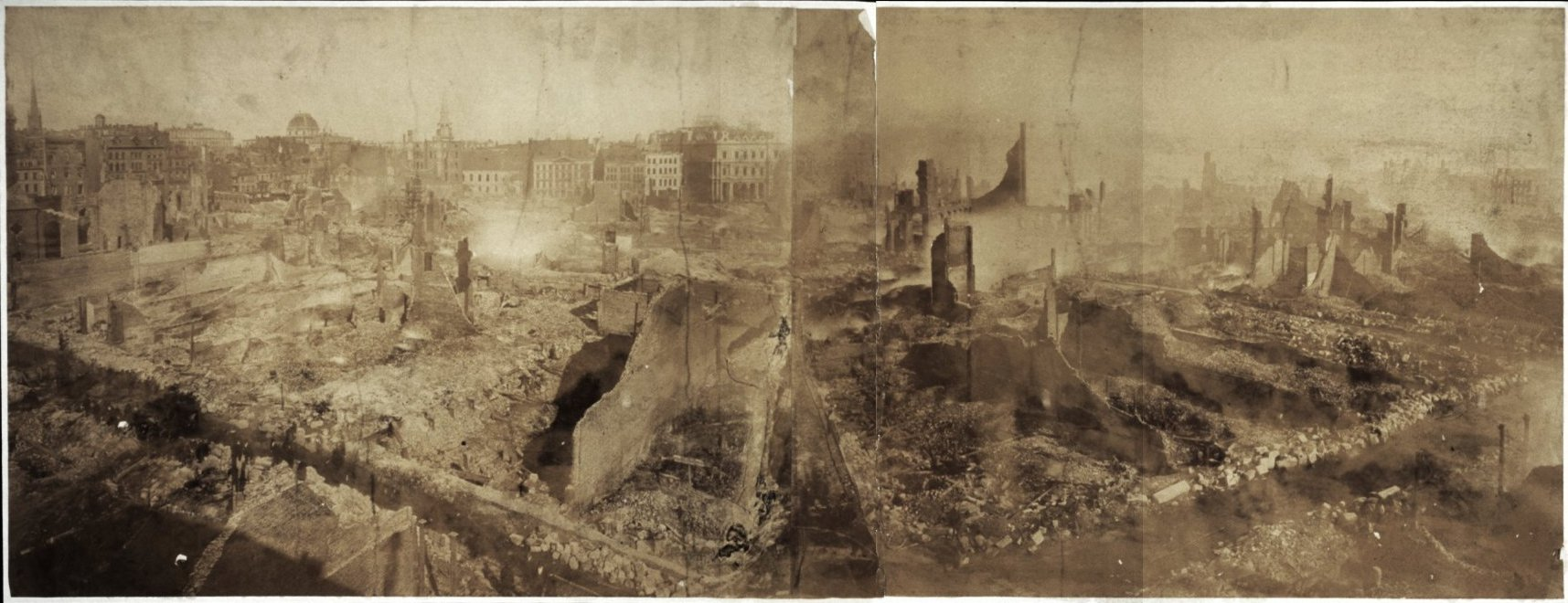
大火後の焼け跡。

大火によって、何千人ものボストン市民が職や住居を失った。何百もの事業所が破壊され、数十社の保険会社が破綻した。しかし、焼失地区は、わずか2年ほどの間に、ほとんど不動産業者の私的資本によって、急速に再建された。
大火後の復興の過程では、ボストン中心市街地の街路が、都市計画によって何本も拡幅され、特にコングレス・ストリート  (Congress Street)、フェデラル・ストリート (Federal Street)、パーチェス・ストリート(Purchase Street)、ホーレー・ストリート (Hawley Street) の道幅が広がり、ポスト・オフィス・スクエア (Post Office Square) に空間が確保された。火事で破壊された焼け跡の瓦礫の大部分は、港の埋め立てに用いられ、アトランティック・アベニュー (Atlantic Avenue) 周辺が埋め立てられた。
ボストン市は、中心市街地の不動産所有者16名が再建を進める資金を調達するために、公債を発行した。対象区域外に住むある市民が、これを不当だとして訴えを起こし、勝訴した。

## ギャラリー

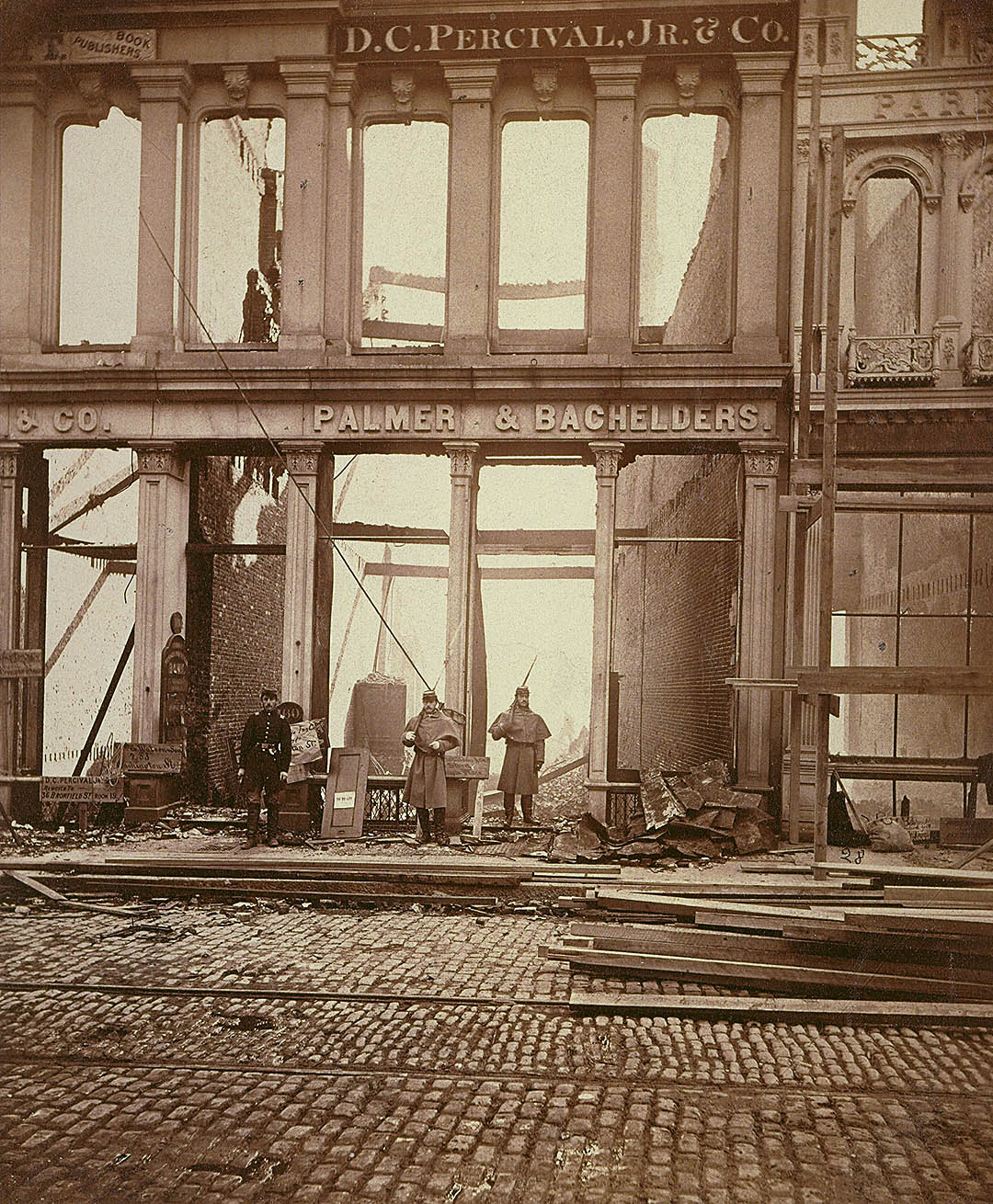
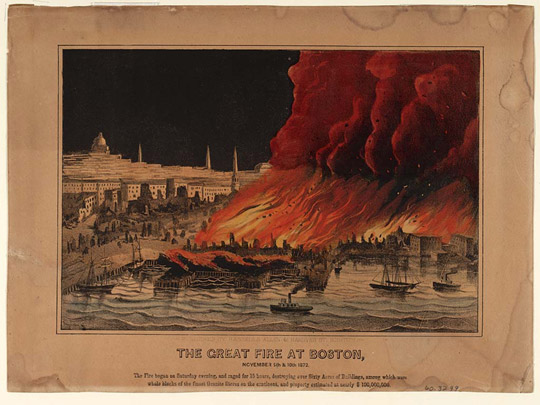
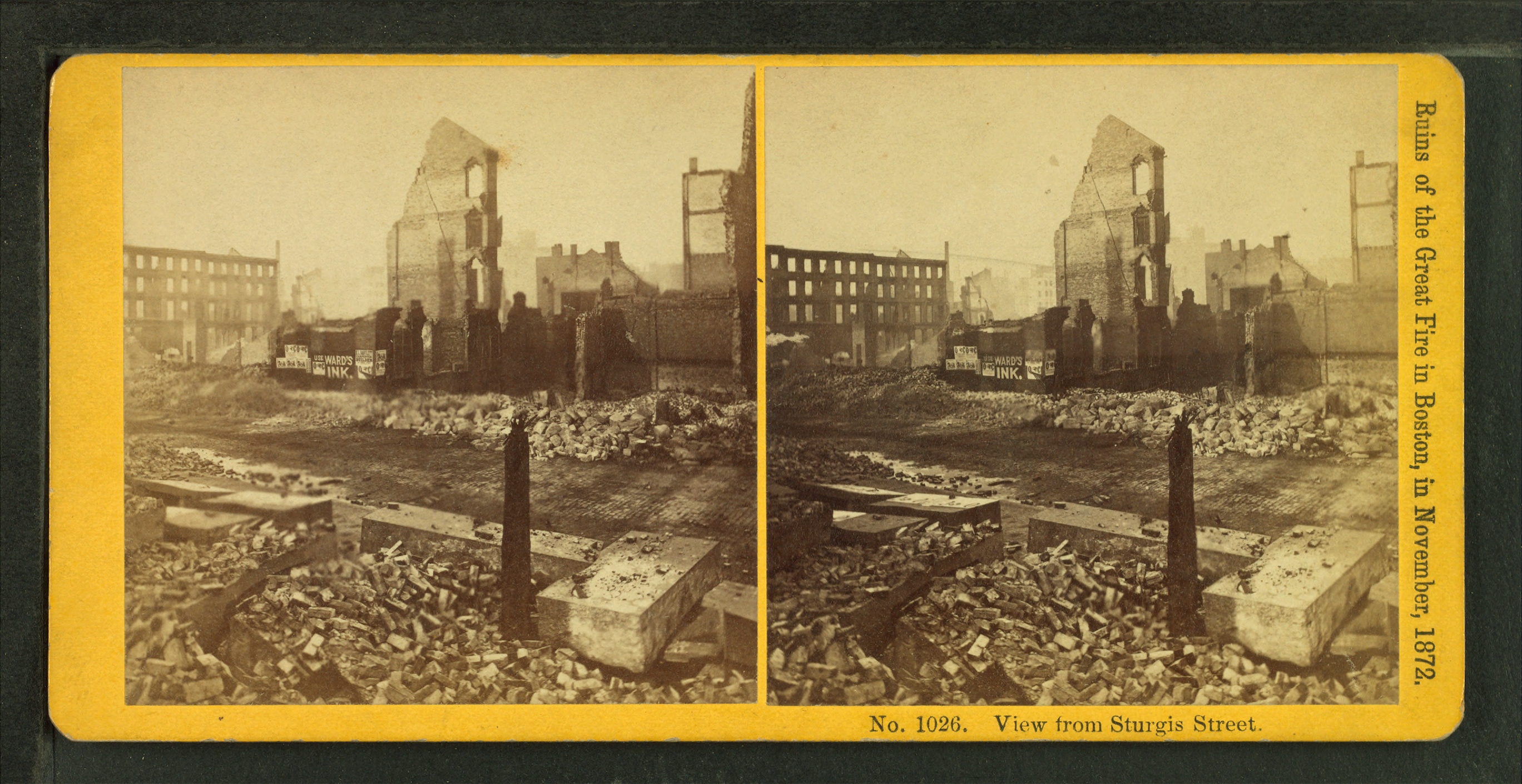
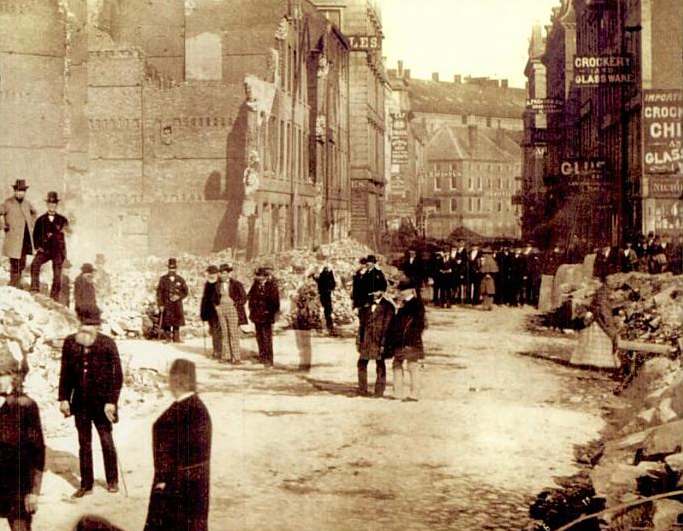
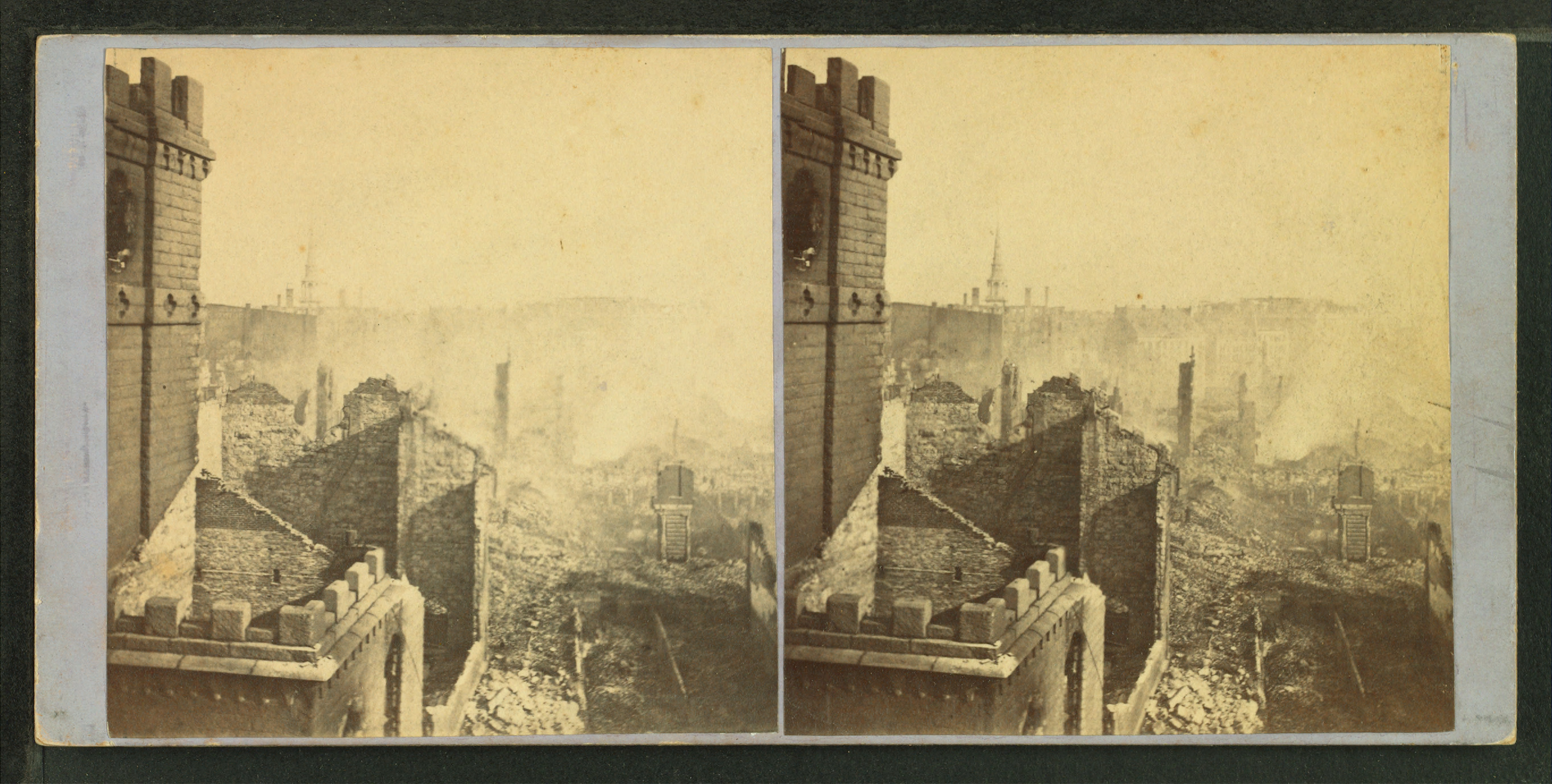
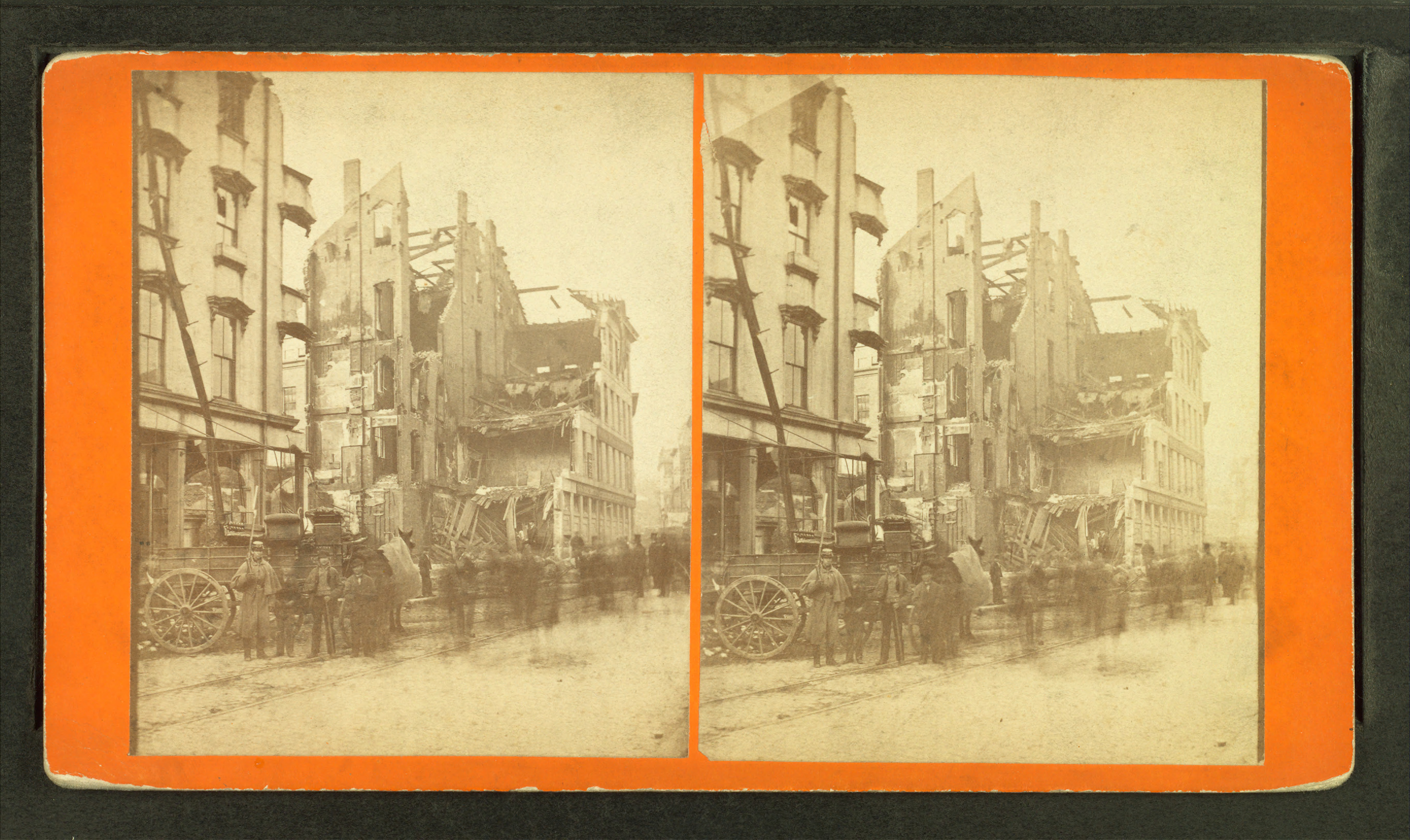
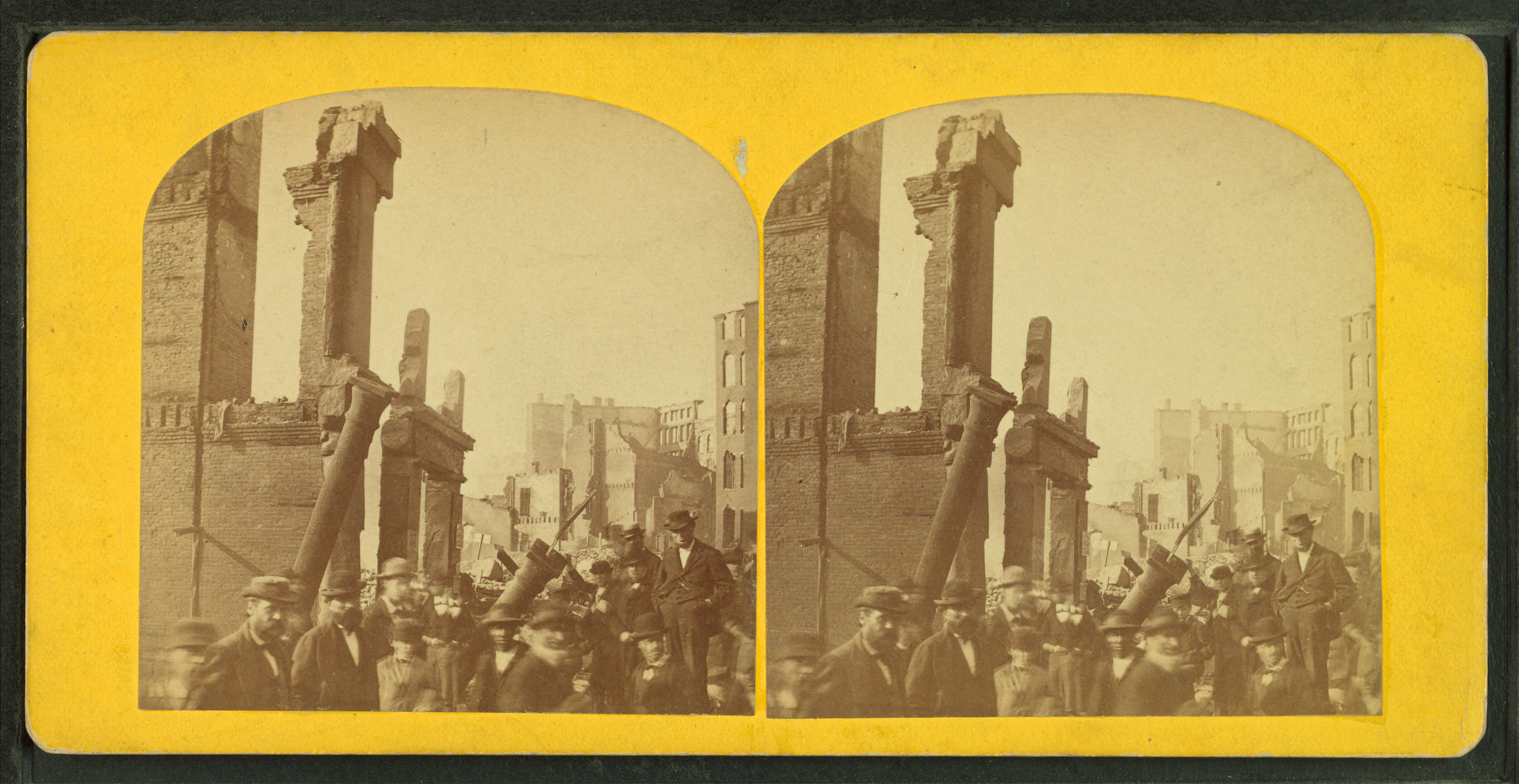
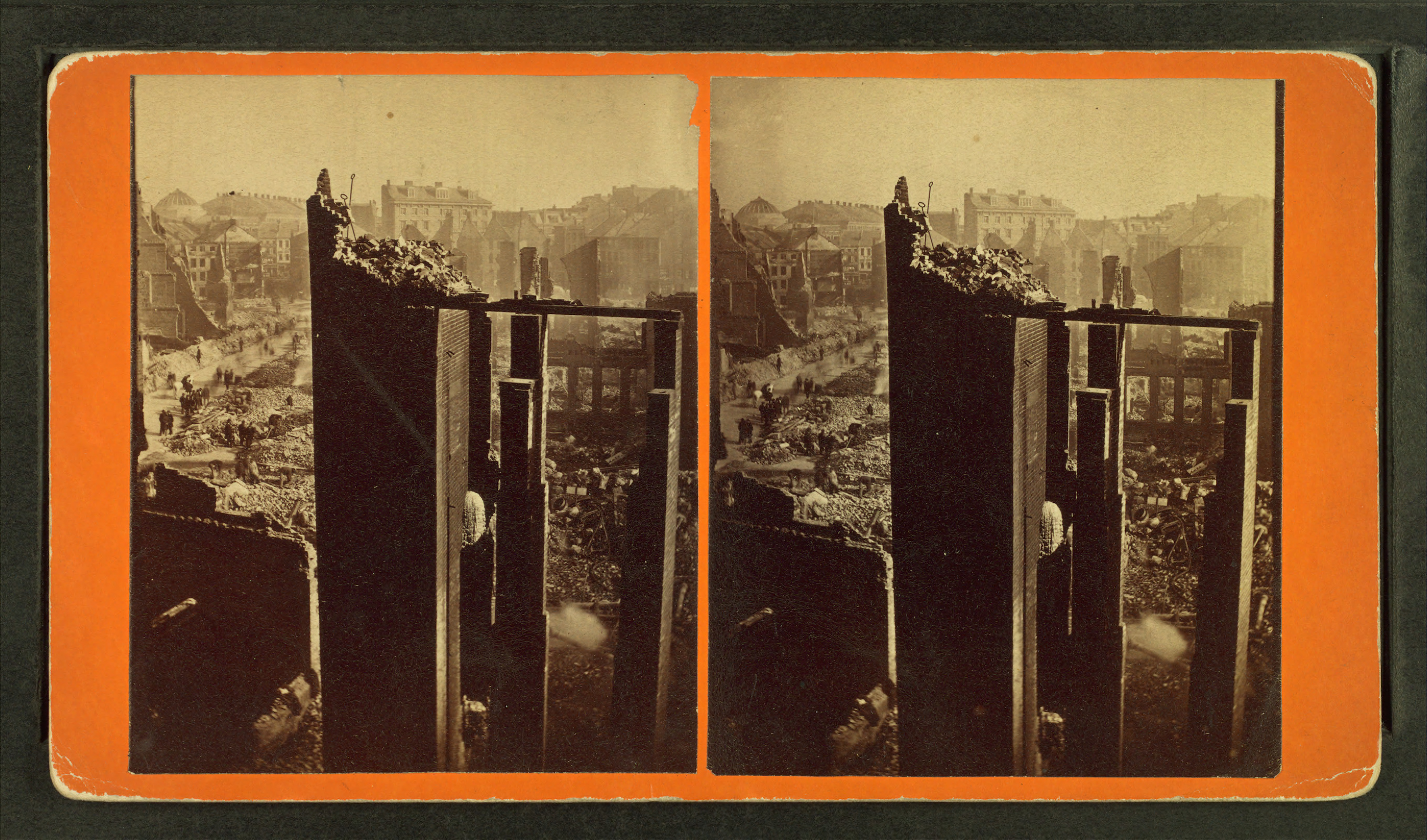
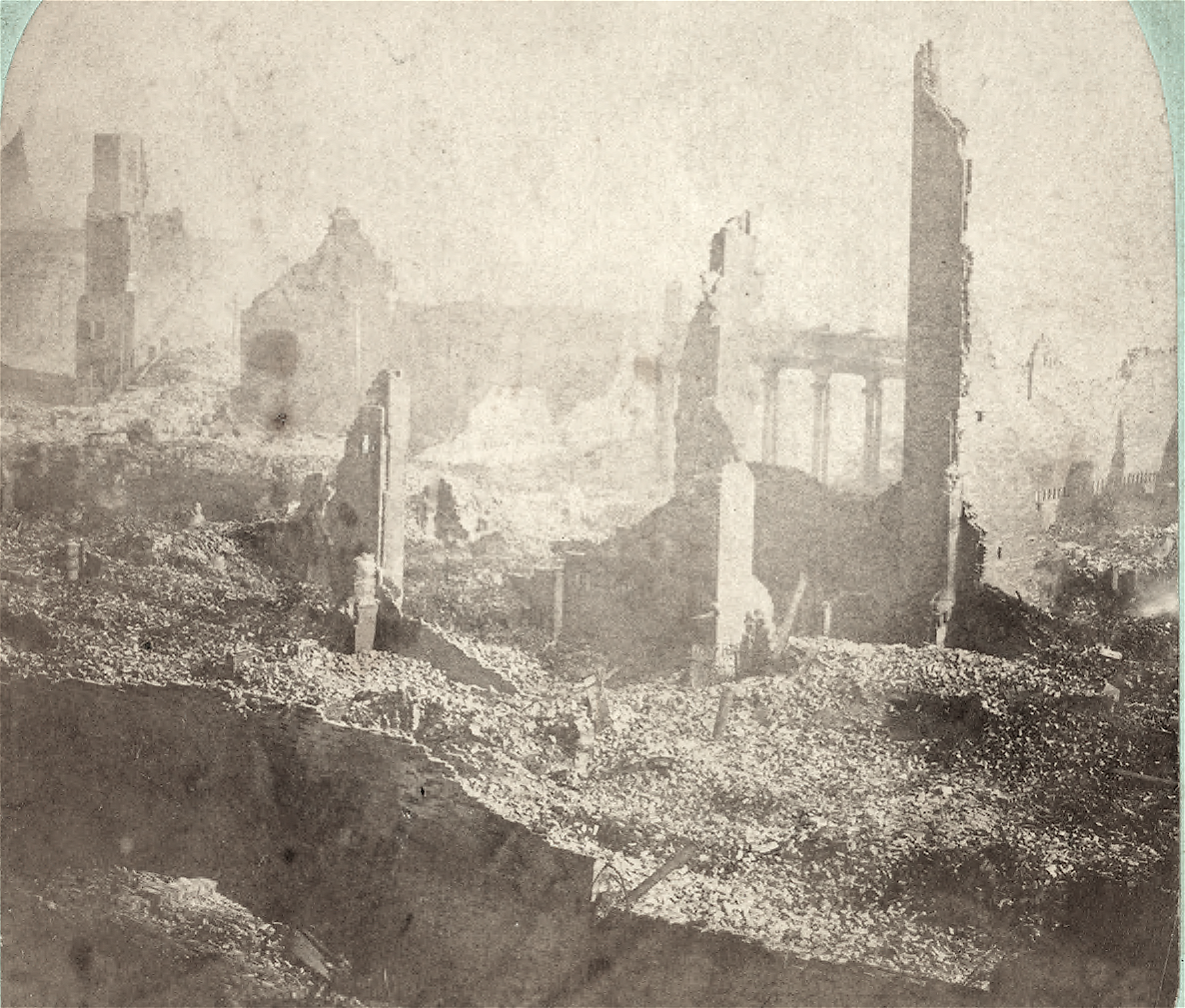
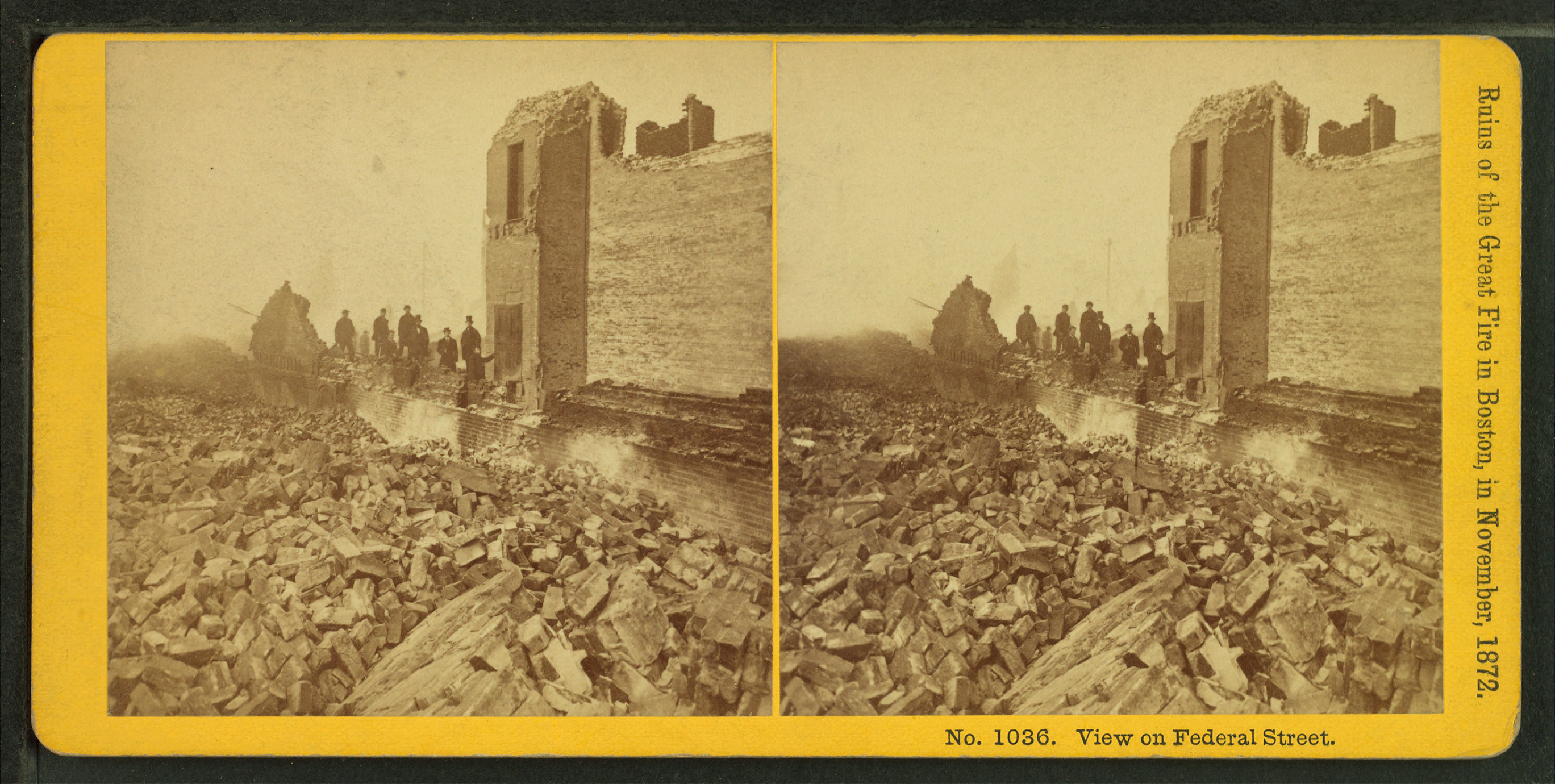
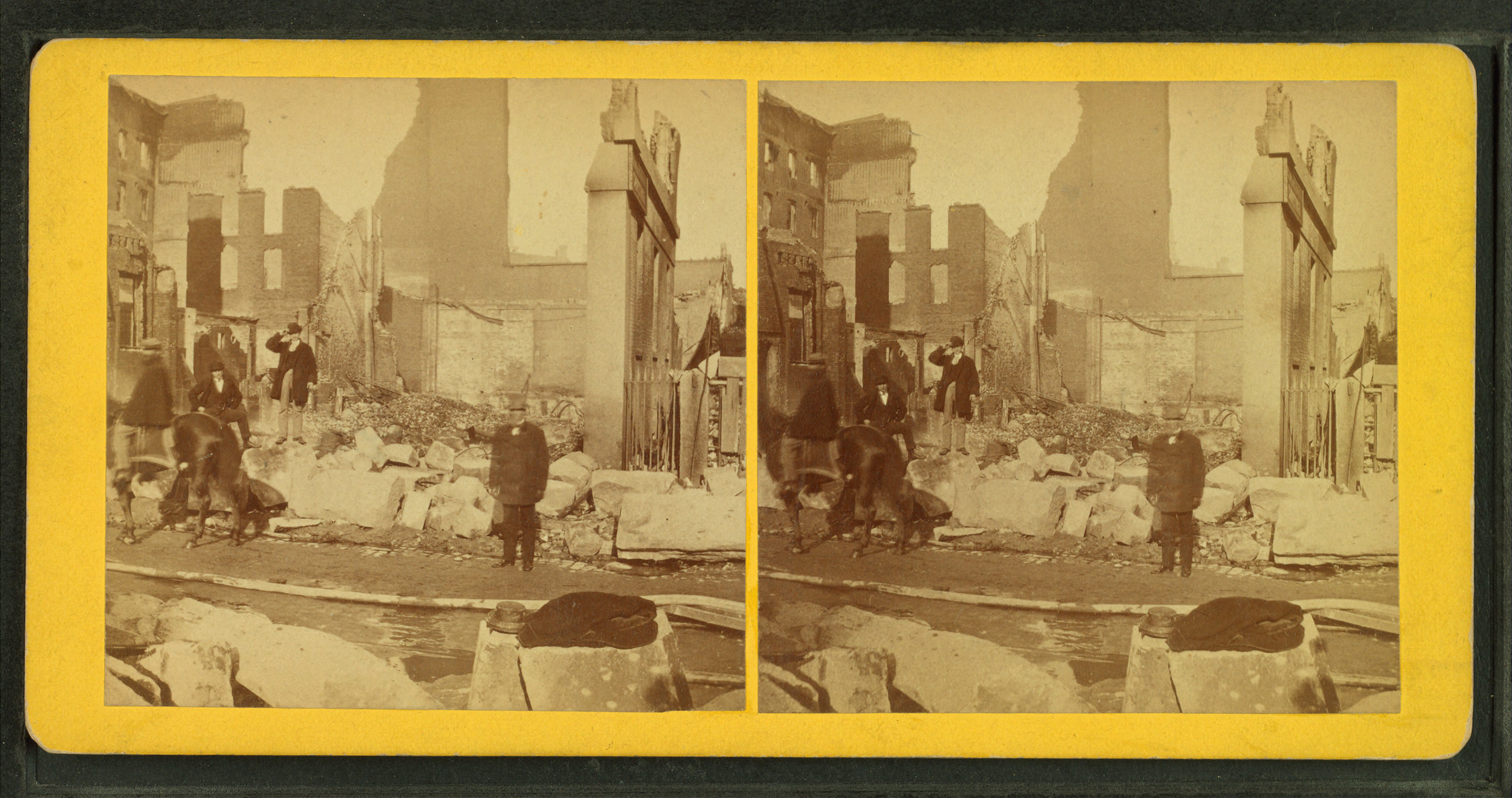
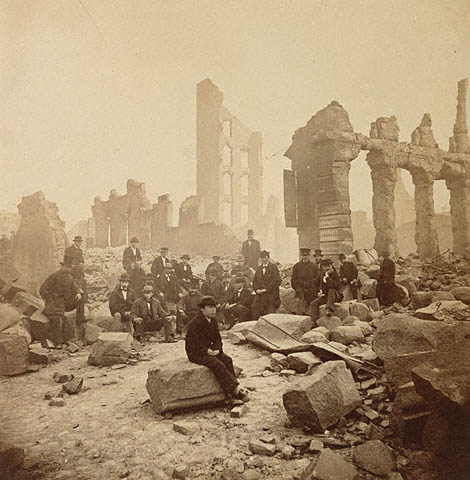